# 黃九臯
黃九皐（1507年—1565年），字汝鳴，號竹山，浙江紹興府蕭山縣人，民籍，明朝政治人物。

## 生平
嘉靖七年（1528年）戊子科浙江鄉試第六十四名舉人。嘉靖十七年（1538年）中式戊戌科會試第二百五十七名，登第二甲第八十七名進士。歷官工部主事，督修九廟，二十四年七月完工，升一级。二十五年降任永州府道州同知。官至魯王府長史。

## 家族
曾祖黃瑾；祖父黃淵；父黃懌，正德癸酉舉人，歷官安溪知縣、府通判。母丁氏。具庆下。兄九韶。弟九川、九苞、九山。子黄世厚，嘉靖戊午科南京鄉試舉人，授江夏知縣，充湖廣鄉試同考官。孫黄初元，上林苑署丞；黄希元，天啓元年辛酉舉人。曾孫黄可师，萬曆四十四年丙辰科進士，官黄州府知府。